# Sfântul Nicolae al Japoniei
Sfântul Nicolae, Întocmai cu apostolii, Arhiepiscopul Japoniei, născut Ivan Dimitrovici Kasatkin (rusă  Иван Дмитриевич Касаткин; n. 1/13 august 1836, Smolensk, Imperiul Rus – d. 3/16 februarie 1912, Tokyo⁠(d), Tōkyō, Japonia) a fost un preot ortodox rus, călugăr, episcop, iar în urma canonizării de către Sfințitul Sobor al Bisericii Ortodoxe Ruse, sfânt. El a introdus Biserica Ortodoxă Răsăriteană în Japonia, rămânând acolo până când s-au botezat peste 30000 de persoane și s-au hirotonit aproape 300 de preoți.
Sfântul Nicolae a fost primul sfânt în Biserica Ortodoxă Japoneză.

## Activitate pastoral-misionară
Trimis de Biserica Ortodoxă Rusă în secolul al XIX-lea în Hakodate, Hokkaido, ca preot al capelei consulatului rus, Sfântul Nicolae a fost însoțit în misiunea sa de doi călugări, Anatolie și Iacob Tihai. Ajuns în Japonia, deși guvernarea interzicea convertirea la creștinism, cei trei au început să adune adepți și să boteze persoane din toată țara.
Fiind hirotonit primul episcop al Bisericii Ortodoxe din Japonia, Nicolae a fost prezent acolo și în timpul Războiului Ruso-Japonez, fondând Catedrala din Tokyo. Cu hramul Învierii Domnului, catedrala poartă în cinstea lui numele de Nikorai-Do.

## Legături externe
- Japanese Orthodox Church